# Anthony Lamb
Anthony Miles Lamb (Rochester, Nueva York, 20 de enero de 1998) es un baloncestista estadounidense que pertenece a la plantilla del Hapoel Jerusalem B.C. de la Ligat ha'Al israelí. Con 1,98 metros de estatura, juega en la posición de alero.

## Trayectoria deportiva

### Universidad
Jugó cuatro temporadas con los Catamounts de la Universidad de Vermont, en la que promedió 16,4 puntos, 6,5 rebotes, 1,7 asistencias y 1,4 tapones por partido. En su primera temporada fue elegido rookie del año de la America East Conference, mientras que al año siguiente aparecería en el segundo mejor quinteto de la conferencia, y en sus dos últimas temporadas en el primero, siendo además en ambas elegido Jugador del Año.

### Profesional
Tras no ser elegido en el draft de la NBA de 2020, realizó la pretemporada con los Detroit Pistons, pero fue despedido antes del comienzo de la liga. Fue entonces elegido en la sexta posición del Draft de la NBA G League de 2020 por los Canton Charge, equipo con el que firmó contrato. Allí jugó seis partidos, en los que promedió 4,2 puntos y 2,3 rebotes, antes de ser traspasado a los Rio Grande Valley Vipers. En los Vipers acabó la temporada mejorando sus números hasta los 18,2 puntos y 8,8 rebotes por partido, lo que le valió para ser elegido jugador más mejorado de la G League.
El 8 de marzo de 2021 firmó un contrato dual con los Houston Rockets y su filial en la G League, el equipo en el que ya estaba jugando, los Rio Grande Valley Vipers. Hizo su debut en la NBA el 11 de marzo ante Sacramento Kings, anotando tres puntos. Se convirtió en el primer jugador salido de la Universidad de Vermont en jugar un partido de temporada regular en la NBA.
El 5 de octubre de 2022, Lamb firmó un contrato con los Golden State Warriors para jugar durante la pretemporada. Luego firmó un contrato dual junto con Ty Jerome para jugar también con su filial, Santa Cruz Warriors de la NBA G League.
El 10 de octubre de 2023, firma con los New Zealand Breakers de la National Basketball League (NBL australiana), como reemplazo del lesionado Justinian Jessup.
El 2 de agosto de 2024 firmó con Dolomiti Energia Trento de la Lega Basket Serie A italiana.
El 30 de julio de 2025 fichó por el Hapoel Jerusalem B.C. de la Ligat ha'Al israelí.

### Selección nacional
En septiembre de 2022 disputó con el combinado absoluto estadounidense el FIBA AmeriCup de 2022, ganando el bronce al ganar la final de consolación ante el combinado canadiense.

## Estadísticas de su carrera en la NBA

### Temporada regular
| Año     | Equipo       | PJ | PT | MPP  | %TC  | %3P  | %TL  | RPP | APP | ROB | TPP | PPP |
| ------- | ------------ | -- | -- | ---- | ---- | ---- | ---- | --- | --- | --- | --- | --- |
| 2020-21 | Houston      | 24 | 3  | 17.3 | .390 | .324 | .857 | 2.9 | 1.0 | .3  | .2  | 5.5 |
| 2021-22 | San Antonio  | 2  | 0  | 4.0  | —    | —    | —    | .5  | 1.0 | .0  | .0  | .0  |
| 2022-23 | Golden State | 62 | 4  | 19.3 | .471 | .367 | .767 | 3.5 | 1.5 | .5  | .3  | 6.7 |
| Total   | Total        | 88 | 7  | 18.4 | .447 | .353 | .790 | 3.3 | 1.4 | .4  | .3  | 6.2 |

### Playoffs
| Año   | Equipo       | PJ | PT | MPP | %TC  | %3P  | %TL | RPP | APP | ROB | TPP | PPP |
| ----- | ------------ | -- | -- | --- | ---- | ---- | --- | --- | --- | --- | --- | --- |
| 2023  | Golden State | 6  | 0  | 5.2 | .400 | .250 | –   | 1.0 | .0  | .2  | .2  | .8  |
| Total | Total        | 6  | 0  | 5.2 | .400 | .250 | –   | 1.0 | .0  | .2  | .2  | .8  |